# Mike Reiss

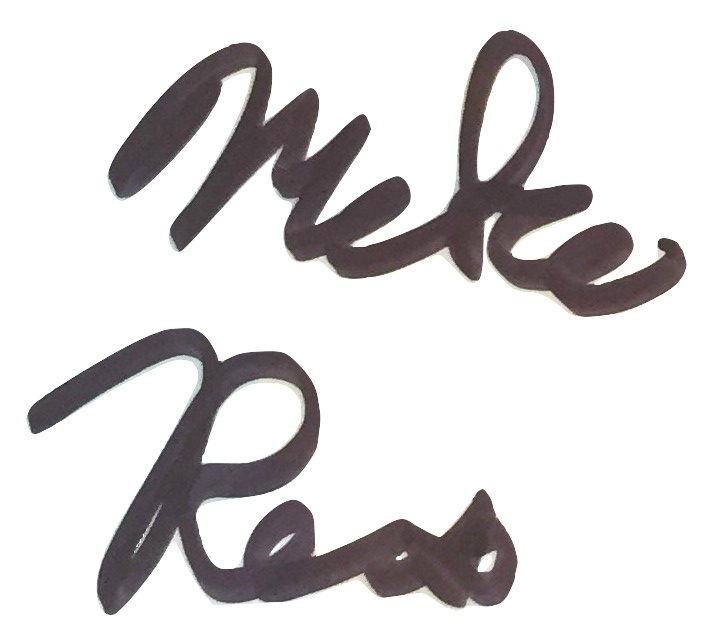
firma di Michael Louis Reiss

Michael Louis Reiss (Bristol, 15 settembre 1959) è uno sceneggiatore e produttore televisivo statunitense, noto principalmente per il suo lavoro come showrunner e scrittore della serie popolare I Simpson.

## Biografia
Reiss è nato a Bristol, in Connecticut da un padre, ebreo, che faceva il ginecologo e da una madre, agnostica, che era un ostetrica. Si è laureato presso L'università Harvard, dove ha studiato filosofia. Dopo la laurea, ha iniziato la sua carriera nel settore televisivo, contribuendo a vari progetti prima di unirsi al team de I Simpson. Aveva anche prodotto la serie The Critic con il suo collega Al Jean.

## Carriera
Reiss ha inizato a lavorare su I Simpson nel 1990, contribuendo alla scrittura di numerosi episodi e assumendo ruoli di leadership come produttore esecutivo e showrunner. Ha scritto alcune delle puntate più iconiche della serie e ha ricevuto numerosi premi per il suo contributo. Oltre ai Simpson, Reiss ha scritto libri e ha partecipato a vari progetti televisivi e teatrali. 

## Vita privata
Mike Reiss vive con la sua famiglia negli Stati Uniti. È anche appassionato di musica e letteratura.

## Premi e riconoscimenti
- Premio Emmy come co-produttore di I Simpson.
- Premio Annie Award per la scrittura in animazione.

## Opere
- I Simpson (1989)
- I Simpson - il film (2007)
- The Simpsons Take the Bowl (2014)
- Planet of the Couches (2016)
- A Northern Star (2016)
- How Murray Saved Christmas (2014)
- Alpha House (2013 - 2014)
- Queer Duck: The Movie (2006)
- Queer Duck (2000 - 2002)
- The Oblongs... (2001)
- The Critic (1994 - 1995)
- Hard Drinkin' Lincoln (2000)
- The PJs (1999)
- Nick Jr. Network Bumpers (1994 - 1998)
- Un angelo poco... custode (1997 - 1998)
- Homeboys in Outer Space (1996 - 1997)